# بين هاريس (سياسي)
بين هاريس (بالإنجليزية: Ben Harris)‏ هو سياسي أمريكي، ولد في 20 أكتوبر 1976 في سانت لويس في الولايات المتحدة. حزبياً، نشط في الحزب الديمقراطي. وقد انتخب عضو مجلس نواب ولاية ميسوري.